# Red social de ciencia
Las redes sociales de ciencias, también llamadas plataformas de investigación o redes académicas, son un exponente de la llamada Web 2.0 que permiten a las personas o entidades relacionarse de forma rápida y simultánea, así como compartir recursos de información y documentación de todo tipo.
La colaboración entre investigadores o grupos de investigadores no es nuevo en el mundo científico, y las redes sociales han sido objeto de estudios en las ciencias sociales durante al menos medio siglo, aunque por diversos motivos. A pesar de las ventajas de las tecnologías de información y comunicación, Internet ha tradicionalmente padecido de un acceso lento y de la dificultad de encontrar información relevante, para citar dos típicos problemas que salen en las encuestas. Una solución ha sido encontrar tecnologías alternativas para aumentar la probabilidad de encontrar información relevante.
Las redes sociales, por definición, son una buena opción para el trabajo de equipo de investigación con temáticas e intereses comunes, que pueden compartir producción, experiencias, hipótesis, etc. El desarrollo de las redes sociales también afecta a la ciencia, ya que se han creado plataformas específicas para investigadores, que operan de la misma forma que las redes de ámbito general, pero en la que sólo participan personas que realizan de forma regular proyectos de investigación. Las redes sociales son como laboratorios virtuales, ya que ofrecen todos los servicios que un grupo de investigación demanda: sistemas de comunicación, medios para compartir recursos, almacén de documentos y foros de discusión.
Aunque el 70 % de los internautas utilizan las redes sociales y la tendencia a utilizar éstas con mayor frecuencia en investigación, tan solo un 5% de la participación en estas redes sociales se dedica a actividades relacionadas con la ciencia o la investigación. En España, de entre las redes sociales más valoradas por los usuarios, ninguna de ellas tiene un componente estrictamente científico, aunque, si bien es cierto, algunas de ellas, como Youtube, Facebook o Twitter son utilizadas por los investigadores para aumentar la visibilidad de los trabajos científicos en la red. Estos datos ponen de manifiesto la necesidad de utilizar las Redes Sociales para la divulgación científica, así como el desarrollo de redes sociales específicas de ciencia y orientadas a la comunicación colaborativa entre investigadores multidisciplinares.

## Utilidades de las redes sociales en la ciencia y la investigación
Compartir la investigación. La web social ofrece los recursos necesarios para que los investigadores compartan su trabajo, ya se encuentre en una fase inicial o bien en fase de crítica. Para ello, existen diferentes plataformas abiertas para la publicación de contenidos, bien a través de blogs, de portales académicos, de redes sociales, wikis o de sitios web especializados en la puesta en abierto de hipótesis y experimentos.
Compartir los recursos. La ciencia abierta se identifica por la posibilidad de compartir recursos útiles para la investigación, como son referencias bibliográficas, objetos de aprendizaje, enlaces, informaciones o documentos.
Compartir los resultados. La ciencia 2.0 se caracteriza por su actitud abierta para difundir resultados de investigaciones, fundamentalmente a través de blogs, de servicios de noticias, de revistas disponibles en acceso abierto y de archivos abiertos o repositorios.

## Redes Sociales 2.0 para la divulgación científica en español
Las redes sociales que se mencionan en el siguiente apartado han sido seleccionadas entre las múltiples que existen en todo el mundo, a partir de su orientación exclusiva a la comunidad científica y teniendo en cuenta su vinculación con la lengua hispana. No se describen, pues, redes de carácter generalista o aquellas cuya presencia en España o vinculación con la lengua hispana sea meramente anecdótica, aun siendo útiles para los investigadores, no tienen un planteamiento específico de ser una plataforma para la divulgación científica en español.
- DivulgaRed: Es una red social promovida en 2013 por la Fundación Descubre ideada como herramienta para investigadores y divulgadores. La nueva red social, la primera de España centrada en la divulgación científica, dispone de un espacio para blogs, foros, chat, publicaciones, espacio de ideas, agenda de eventos... Según sus responsables, el objetivo de DivulgaRed es que los investigadores y divulgadores compartan conocimiento, creen grupos y espacios de trabajo virtuales para su institución, departamento o área de interés, y en definitiva, apuesten por el trabajo colaborativo.
- Feelsynapsis: Es una red social para científicos desarrollada por investigadores españoles. Esta red social permite a los usuarios construir espacios de trabajo específicos para grupos de investigación (laboratorios virtuales); a través de los cuales disponer de foros, intercambiar reflexiones, crear wikis, compartir recursos y documentos (publicaciones, trabajos, imágenes, videos, etc.), y agendas, calendario de eventos científicos o trabajar como plataforma de investigación. La red está diseñada para compartir información tanto de ciencias experimentales (ciencias naturales y tecnología) como de ciencias sociales, humanidades y literatura. En 2011, esta web de ciencia puso en marcha un proyecto de divulgación científica a través de sus blogs y de la creación de una revista en línea, gratuita, de divulgación científica en español llamada 'The Journal of Feelsynapsis', conocida también como 'JoF'. Desgraciadamente, hacerse un hueco en el mundo de las redes sociales de ciencia es complicado, por lo que después de cuatro años de trabajo el proyecto se dio por finalizado (noviembre de 2010 – diciembre de 2014) y sus impulsores dieron paso a un nuevo espacio de divulgación científica, Principia.io.
- Arts-Humanities: Pese a que no es una plataforma desarrollada por científicos de habla hispana, hay que destacar que se puede disfrutar de ella en castellano y, además, es de las pocas que podemos encontrar dedicada exclusivamente a las ciencias sociales y al arte, de ahí su alto interés. Arts-Humanities es una plataforma creada para compartir investigaciones y proyectos científicos de áreas de arte y humanidades.
- ResearcherID: Aunque está considerada como una base de datos, más que una red social propiamente dicha, este website proporciona una serie de herramientas muy interesantes para los investigadores. ResearcherID es uniciativa gratuita de Thomson-Reuters, por tanto vinculada y asociada a sus productos y a la Web of Knowledge. Permite crear una forma única del nombre, con un número identificativo para cada investigador, evitando duplicidades y errores en la asignación de autorías. Además, proporciona información sobre sus publicaciones, citaciones, índice h, etc. Se trata por tanto de una base de datos de autoridades, cuyo principal objetivo es reunir las diferentes formas bajo las que un autor firma. Dichas formas son aportadas directamente por el autor, quien es el mejor conocer de los posibles nombres sobre los que su producción puede ser descrita.
- Plaza Science es una red social creada por la Fundación madri+d en 2013. Su objetivo es crear un mapa mundial digital de los espacios del conocimiento. Está dirigida a estudiantes, profesores, investigadores y ciudadanos interesados en las actividades científicas. Los usuarios pueden compartir sus fotografías de los lugares de la ciencia, asociándoles una licencia de uso. También dispone de una aplicación gratuita para móviles.